# Зорова Марія Іларіонівна
Марі́я Іларіо́нівна Зо́рова  (*15 серпня 1933) — радянський і український режисер з монтажу.
Народилася 15 серпня 1933 р. у Вінницькій області. Працювала на Київській кіностудії ім. О. П. Довженка.
Член Національної спілки кінематографістів України.

## Фільмографія
Брала участь у створенні фільмів:
- «Ніна» (1971)
- «В бій ідуть самі старі“» (1973)
- «Ви Петька не бачили?»  (1975)
- «Час — московський»  (1976)
- «Спокута чужих гріхів» (1978)
- «Дощ у чужому місті» (1979, т/ф, 2 с)
- «Жінки жартують серйозно» (1980)
- «Грачі» (1980)
- «Не було б щастя...» (1983)
- «В лісах під Ковелем» (1984)
- «Мільйони Ферфакса» (1986)
- «Фантастична історія» (1988)
- «Два кроки до тиші» (1991)
- «Ціна голови» (1992) та ін.